# Nationale Vrouwenbeweging
Het Nationale Vrouwenbeweging (NVB) is een Surinaamse organisatie die zich richt op vrouwenrechten. Ze richt zich op met name versterking van gendergelijkheid. De NVB beheert een documentatiecentrum, organiseert congressen, begeleidt vrouwengroepen, fungeert als adviesorgaan op velerlei gebieden en geeft brochures uit. De directeur en drijvende kracht achter de stichting was jarenlang Siegmien Power-Staphorst. Anderen die actief bemoeienis hebben met de NVB zijn voortgekomen uit de Organisatie van Surinaamse Vrouwen (OSV; 1974 - ca. 1980). In de jaren 2010 is Eline Graanoogst de voorzitter van de NVB.

## Achtergrond en geschiedenis
De NVB werd in 1992 opgericht en richt zich op duurzame rechtvaardigheid en gelijkheid tussen mannen en vrouwen, met het doel om de weerbaarheid van vrouwen en vrouwengroepen te vergroten. Een middel hiertoe is de vergroting van economische weerbaarheid, door de toegang voor micro-ondernemers te vergroten tot huisvesting, kredieten, gronden, gronden, markten, technologie en kennis. Praktijkvoorbeelden uit 2006 waren bijvoorbeeld het opzetten van zeepproductie in Boven-Suriname in 2006 en de opzet van een multi-technisch bedrijf met hulp van de NVB. In 2016 werden vier vrouwen getraind tot taxichauffeur in een samenwerking met de Suriname Taxi Centrale.
Andere middelen zijn de stimulering van meer participatie door vrouwen en rechten van vrouwen, en de versterking van vrouwengroepen en -netwerken. Rond 1999 nam de NVB bijvoorbeeld het initiatief tot de bouw van een vrouwencentrum in Pikin Saron.
Tijdens het 15-jarige bestaan, in 1996, richtte de NVB de stichting Ilse Henar-Hewitt Juridische Bijstand voor Vrouwen op die zich met name richt op juridische hulp en begeleiding aan met name minder draagkrachtige vrouwen.
In 2023 overhandigde de Japanse ambassadeur Yutaka Matsubara een schenking van bijna 60.000 USD aan de NVB en Wi! Uma Fu Sranan.